# Caisse nationale des industries électriques et gazières

Logo de la Caisse nationale des industries électriques et gazières

La Caisse nationale des industries électriques et gazières ou CNIEG est la caisse qui couvre les risques vieillesse (retraite), accidents du travail, maladies professionnelles, invalidité et décès pour les salariés de la branche des industries électriques et gazières en France soit 158 entreprises. 
Au 1er janvier 2014, 145 335 salariés étaient affiliés et 127 614 personnes étaient pensionnées, 4,667 milliards d'euros de pensions retraite ont été versés, 44 millions d'euros pour l'invalidité et 63 millions d'euros pour les accidents du travail et les maladies professionnelles.
Son siège est au no 20 rue des Français-Libres à Nantes en Loire-Atlantique.

## Composition du conseil d'administration
Le conseil d'administration de la Caisse  est composé de seize membres :

### Huit sièges attribués aux représentants des salariés
- Fédération nationale des mines et de l'énergie - Confédération générale du travail : deux sièges ;
- Fédération nationale de l'énergie et des mines - Confédération générale du travail - Force ouvrière : deux sièges ;
- Fédération chimie-énergie - Confédération française démocratique du travail : deux sièges ;
- Fédération des industries électriques et gazières - Confédération française de l'encadrement - Confédération générale des cadres : deux sièges ;

### Huit sièges attribués aux représentants des employeurs
- Union française de l'électricité : six sièges ;
- Union nationale des employeurs des industries gazières : deux sièges.

## Convention d'objectifs et de gestion
La CNIEG a signé, en 2015, sa 3e convention d'objectifs et de gestion (COG).
Il s'agit d'un contrat d'objectifs et de moyens pluriannuel conclu avec l'État. 
La COG est un plan stratégique : elle détermine des objectifs, des actions pour les atteindre et des moyens pour conduire ces actions.

### Les 8 actions majeures de la COG 2015-2018
- 1. Faire des démarches dématérialisées le canal privilégié des relations avec les affiliés & pensionnés pour devenir une caisse en ligne.
- 2. Offrir un conseil personnalisé pour permettre à chacun de faire valoir ses droits.
- 3. Développer le portage de l’information pour faciliter les démarches et accompagner les évolutions.
- 4. Rationaliser le pilotage et l’organisation de la Caisse pour continuer à améliorer la performance.
- 5. Développer des outils de pilotage démographique et financier du régime pour gérer au mieux l’équilibre financier.
- 6. Développer les synergies inter-régimes pour fédérer les énergies vers plus de mutualisation.
- 7. Achever la refondation du SI métier pour soutenir la stratégie de la Caisse.
- 8. Redéfinir la gestion des compétences pour préparer les changements.